# بومگاه

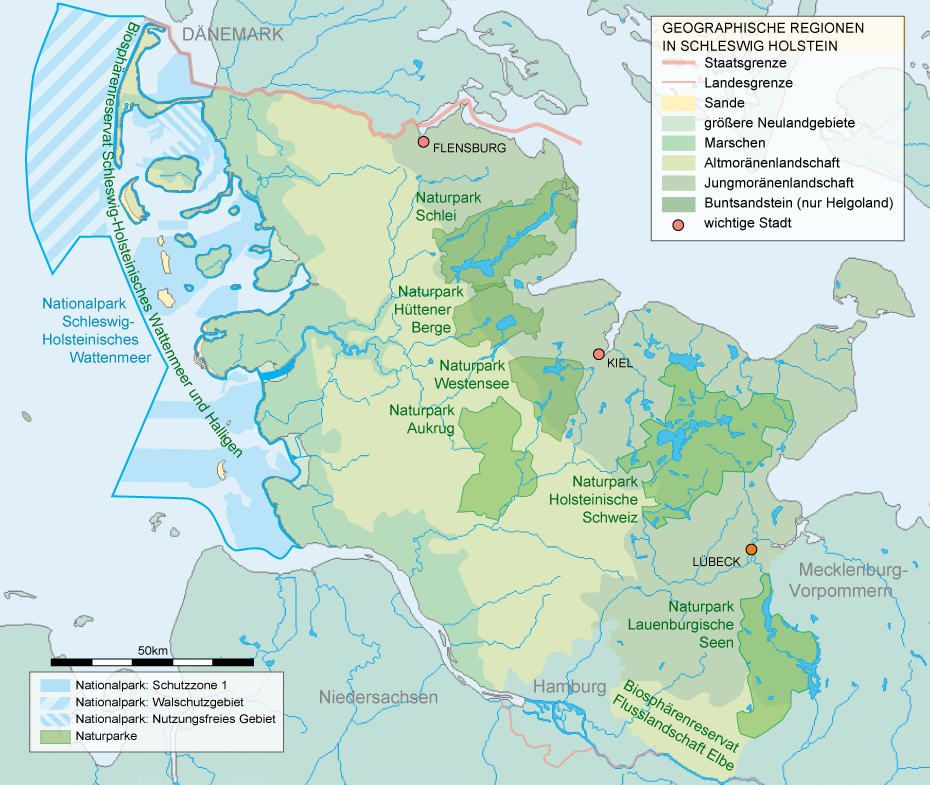
بومگاه‌های مختلف بر روی یک نقشه

بومگاه (به انگلیسی: ecotope) در زیست‌شناسی به بخش غیرزندهٔ زیست‌بوم گفته می‌شود.
به‌طور کلی به مواد غیرزنده‌ای که بستر مناسبی را برای به وجود آمدن زندگی فراهم کرده باشد بومگاه گفته می‌شود. به‌عبارتی دیگر بومگاه بستری است که خود به تنهایی عامل حیات نیست اما از شروط اصلی به وجود آمدن حیات است.